# Norfalia Carabalí
Norfalia Carabalí Villegas (ur. 21 stycznia 1964 w Santander de Quilichao) – kolumbijska lekkoatletka specjalizująca się w biegach na krótkim i średnim dystansie, od 2000 roku reprezentowała Hiszpanię na arenie międzynarodowej.
Ośmiokrotna mistrzyni Ameryki Południowej, trzykrotna mistrzyni Ameryki Środkowej i Karaibów, dwukrotna złota medalistka mistrzostw ibero-amerykańskich, siedmiokrotna złota medalistka igrzysk boliwaryjskich, ośmiokrotna medalistka igrzysk Ameryki Środkowej i Karaibów oraz dwukrotna medalistka igrzysk Ameryki Południowej. Zdobywczyni złotego i srebrnego medalu mistrzostw Ameryki Południowej do lat 20. Trzykrotnie startowała na igrzyskach olimpijskich – w Seulu, Barcelonie oraz w Sydney.

## Przebieg kariery
W 1982 roku wzięła udział w igrzyskach Ameryki Południowej, na których udało się jej wywalczyć dwa medale – srebrny w biegu na 800 m oraz brązowy w biegu sztafet 4 × 100 m. Rok później wzięła udział w juniorskich mistrzostwach Ameryki Południowej w Medellín, tam zdobyła między innymi złoty medal w biegu na 800 m, a także zdobyła dwa brązowe medale podczas południowoamerykańskiego czempionatu seniorów w Santa Fe.
W 1985 roku zdobyła pierwszy w karierze medal seniorskich mistrzostw Ameryki Środkowej i Karaibów, jak również pierwszy złoty medal czempionatu Ameryki Południowej. Rok później zdobyła pierwsze w karierze medale mistrzostw ibero-amerykańskich oraz igrzysk Ameryki Środkowej i Karaibów (oba krążki zdobyła w biegu na 400 m). W 1987 roku zadebiutowała na halowych mistrzostwach globu w Indianapolis, gdzie odpadła w półfinale biegu na 200 m, natomiast występ w konkursie biegu na 400 m zakończyła w fazie eliminacji. Była uczestniczką mistrzostw Ameryki Środkowej i Karaibów w Caracas, tam zdobyła pierwszy w karierze indywidualny tytuł mistrzowski (wywalczony w biegu na 400 m).
Carabalí podczas rozgrywanych w Seulu igrzysk olimpijskich brała udział w czterech konkurencjach. W biegu na 200 m odpadła w fazie ćwierćfinałowej, uzyskując czas 23,96 plasujący Kolumbijkę na ostatnim 8. miejscu w swojej grupie; w biegu na 400 m zaś odpadła w półfinale, uzyskując w tej fazie zmagań rezultat czasowy 52,65 plasujący lekkoatletkę na ostatnim 8. miejscu w swej grupie (jej wynik był najsłabszym spośród wszystkich 16 półfinalistek). Była również członkinią sztafety 4 × 100 m oraz 4 × 400 m – na krótszym dystansie Kolumbijki osiągnęły w eliminacjach czas 45,46 i zajęły 5. miejsce w grupie oraz awansowały do półfinału, do którego ostatecznie nie przystąpiły; na dłuższym dystansie zaś kolumbijski zespół z Carabalí w składzie został zdyskwalifikowany w eliminacjach.
W 1989 roku sięgnęła po pierwsze w historii swych startów medale igrzysk boliwaryjskich, w ramach zmagań w Maracaibo zdobyła między innymi złote medale w biegu sztafet 4 × 100 m oraz 4 × 400 m. Dwa lata później ponownie przystąpiła do halowych mistrzostw świata, w ramach imprezy sportowej rozgrywanej w Sewilli odpadła w eliminacjach biegu na 200 m oraz 400 m. Uczestniczyła również w mistrzostwach globu w Tokio, podczas których odpadła w półfinale biegu na 400 m.
W trakcie igrzysk olimpijskich w Barcelonie odpadła w półfinale biegu na 400 m. W tej fazie zmagań uzyskała czas 52,40 – z tym wynikiem zajęła 6. miejsce w grupie.
W 1993 roku wywalczyła cztery złote medale igrzysk boliwaryjskich, jednocześnie podczas zmagań rozgrywanych w Cochabambie ustanawiając nowe rekordy igrzysk w trzech konkurencjach: biegu na 400 m oraz biegu sztafet 4 × 100 m oraz 4 × 400 m. Była finalistką światowego czempionatu w Stuttgarcie w konkurencji biegu na 400 m, jednak podczas ostatniej fazy zmagań została zdyskwalifikowana. Na mistrzostwach globu w Göteborgu odpadła w eliminacjach biegu na 400 m oraz była w składzie kolumbijskiej sztafety 4 × 400 m, która nie ukończyła występu w fazie finałowej.
Na mistrzostwach Ameryki Południowej w argentyńskim mieście Mar del Plata otrzymała tytuły mistrzowskie w biegu sztafet 4 × 100 m oraz 4 × 400 m. To samo uczyniła w ramach południowoamerykańskiego czempionatu w Bogocie, na których zdobyła też złoty medal w biegu na 400 m.
26 czerwca 2000 zaczęła reprezentować Hiszpanię, pierwszym istotniejszym sukcesem po zmianie nacji było 2. miejsce podczas pierwszoligowych zmagań pucharu Europy w biegu na 400 m (zawody tej rangi odbyły się w Vaasa). Na igrzyskach olimpijskich w Sydney odpadła w ćwierćfinale biegu na 400 m (w tej fazie uzyskała czas 52,63 plasujący ją na 7. miejscu w swojej grupie i 27. miejscu pośród wszystkich ćwierćfinalistek) oraz znalazła się w składzie sztafety 4 × 400 m, która odpadła w eliminacjach (z czasem 3:32,45 Hiszpanki zajęły 6. miejsce w swej grupie oraz 17. miejsce wśród wszystkich sztafet).
Po raz ostatni w zmaganiach lekkoatletycznych pojawiła się w lipcu 2003 w ramach lokalnego czempionatu w Aronie, podczas którego zwyciężyła w konkurencji biegu na 400 m.

## Osiągnięcia
| Rok     | Zawody                                   | Miasto                     | Miejsce | Konkurencja        | Wynik   |
| ------- | ---------------------------------------- | -------------------------- | ------- | ------------------ | ------- |
| 1982    | Igrzyska Ameryki Południowej             | Santa Fe                   | srebro  | bieg na 800 m      | 2:11,55 |
| 1982    | Igrzyska Ameryki Południowej             | Santa Fe                   | brąz    | sztafeta 4 × 100 m | 49,3h   |
| 1983    | Mistrzostwa Ameryki Południowej juniorów | Medellín                   | złoto   | bieg na 800 m      | 2:08,72 |
| 1983    | Mistrzostwa Ameryki Południowej juniorów | Medellín                   | srebro  | sztafeta 4 × 400 m | 3:49,91 |
| 1983    | Mistrzostwa Ameryki Południowej          | Santa Fe                   | brąz    | bieg na 400 m      | 54,8h   |
| 1983    | Mistrzostwa Ameryki Południowej          | Santa Fe                   | brąz    | bieg na 800 m      | 2:07,2h |
| 1985    | Mistrzostwa Ameryki Środkowej i Karaibów | Nassau                     | brąz    | bieg na 800 m      | 2:05,4h |
| 1985    | Mistrzostwa Ameryki Południowej          | Santiago                   | złoto   | bieg na 400 m      | 53,25   |
| 1985    | Puchar Świata                            | Canberra                   | 4.      | sztafeta 4 × 400 m | 3:29,34 |
| 1986    | Igrzyska Ameryki Środkowej i Karaibów    | Santiago de los Caballeros | srebro  | bieg na 400 m      | 52,46   |
| 1986    | Mistrzostwa ibero-amerykańskie           | Hawana                     | srebro  | bieg na 400 m      | 53,38   |
| 1987    | Halowe mistrzostwa świata                | Indianapolis               | 6. SF   | bieg na 200 m      | 24,76   |
| 1987    | Halowe mistrzostwa świata                | Indianapolis               | 4. H    | bieg na 400 m      | 55,36   |
| 1987    | Mistrzostwa Ameryki Środkowej i Karaibów | Caracas                    | złoto   | bieg na 400 m      | 51,70   |
| 1987    | Mistrzostwa Ameryki Środkowej i Karaibów | Caracas                    | brąz    | bieg na 800 m      | 2:07,67 |
| 1987    | Mistrzostwa Ameryki Środkowej i Karaibów | Caracas                    | złoto   | sztafeta 4 × 100 m | 45,29   |
| 1987    | Igrzyska panamerykańskie                 | Indianapolis               | 6.      | bieg na 400 m      | 52,13   |
| 1988    | Igrzyska olimpijskie                     | Seul                       | 8. QF   | bieg na 200 m      | 3:44,40 |
| 1988    | Igrzyska olimpijskie                     | Seul                       | 8. SF   | bieg na 400 m      | 53,00   |
| 1988    | Igrzyska olimpijskie                     | Seul                       | DNS SF  | sztafeta 4 × 100 m | N/A     |
| 1988    | Igrzyska olimpijskie                     | Seul                       | DSQ H   | sztafeta 4 × 400 m | N/A     |
| 1989    | Igrzyska boliwaryjskie                   | Maracaibo                  | srebro  | bieg na 200 m      | 23,37   |
| 1989    | Igrzyska boliwaryjskie                   | Maracaibo                  | złoto   | bieg na 400 m      | 54,27   |
| 1989    | Igrzyska boliwaryjskie                   | Maracaibo                  | złoto   | sztafeta 4 × 100 m | 46,00   |
| 1989    | Igrzyska boliwaryjskie                   | Maracaibo                  | złoto   | sztafeta 4 × 400 m | 3:44,42 |
| 1989    | Mistrzostwa Ameryki Południowej          | Medellín                   | złoto   | bieg na 400 m      | 52,10   |
| 1989    | Mistrzostwa Ameryki Południowej          | Medellín                   | srebro  | sztafeta 4 × 100 m | 45,26   |
| 1989    | Mistrzostwa Ameryki Południowej          | Medellín                   | złoto   | sztafeta 4 × 400 m | 3:37,0h |
| 1990    | Igrzyska Ameryki Środkowej i Karaibów    | Meksyk                     | srebro  | bieg na 200 m      | 23,75   |
| 1990    | Igrzyska Ameryki Środkowej i Karaibów    | Meksyk                     | srebro  | bieg na 400 m      | 52,57   |
| 1990    | Igrzyska Ameryki Środkowej i Karaibów    | Meksyk                     | srebro  | sztafeta 4 × 100 m | 45,29   |
| 1991    | Halowe mistrzostwa świata                | Sewilla                    | 4. H    | bieg na 200 m      | 24,16   |
| 1991    | Halowe mistrzostwa świata                | Sewilla                    | 4. H    | bieg na 400 m      | 54,78   |
| 1991    | Mistrzostwa świata                       | Tokio                      | 6. SF   | bieg na 400 m      | 52,40   |
| 1992    | Mistrzostwa ibero-amerykańskie           | Sewilla                    | srebro  | bieg na 100 m      | 11,72   |
| 1992    | Mistrzostwa ibero-amerykańskie           | Sewilla                    | złoto   | bieg na 200 m      | 23,97   |
| 1992    | Mistrzostwa ibero-amerykańskie           | Sewilla                    | brąz    | sztafeta 4 × 100 m | 45,54   |
| 1992    | Igrzyska olimpijskie                     | Barcelona                  | 5. SF   | bieg na 400 m      | 51,75   |
| 1992    | Puchar Świata                            | Hawana                     | złoto   | sztafeta 4 × 400 m | 3:29,73 |
| 1993    | Igrzyska boliwaryjskie                   | Cochabamba                 | złoto   | bieg na 400 m      | 52,48   |
| 1993    | Igrzyska boliwaryjskie                   | Cochabamba                 | złoto   | bieg na 800 m      | 2:22,48 |
| 1993    | Igrzyska boliwaryjskie                   | Cochabamba                 | złoto   | sztafeta 4 × 100 m | 44,80   |
| 1993    | Igrzyska boliwaryjskie                   | Cochabamba                 | złoto   | sztafeta 4 × 400 m | 3:42,41 |
| 1993    | Mistrzostwa Ameryki Środkowej i Karaibów | Cali                       | złoto   | bieg na 400 m      | 51,33   |
| 1993    | Mistrzostwa Ameryki Środkowej i Karaibów | Cali                       | brąz    | sztafeta 4 × 400 m | 3:34,29 |
| 1993    | Mistrzostwa świata                       | Stuttgart                  | DSQ     | bieg na 400 m      | N/A     |
| 1993    | Igrzyska Ameryki Środkowej i Karaibów    | Ponce                      | srebro  | sztafeta 4 × 100 m | 44,62   |
| 1993    | Igrzyska Ameryki Środkowej i Karaibów    | Ponce                      | srebro  | sztafeta 4 × 400 m | 3:36,82 |
| 1995    | Mistrzostwa świata                       | Göteborg                   | 5. H    | bieg na 400 m      | 51,96   |
| 1995    | Mistrzostwa świata                       | Göteborg                   | DNF     | sztafeta 4 × 400 m | N/A     |
| 1996    | Mistrzostwa ibero-amerykańskie           | Medellín                   | złoto   | sztafeta 4 × 400 m | 3:33,69 |
| 1997    | Mistrzostwa Ameryki Południowej          | Mar del Plata              | brąz    | bieg na 400 m      | 54,47   |
| 1997    | Mistrzostwa Ameryki Południowej          | Mar del Plata              | złoto   | sztafeta 4 × 100 m | 44,58   |
| 1997    | Mistrzostwa Ameryki Południowej          | Mar del Plata              | złoto   | sztafeta 4 × 400 m | 3:33,69 |
| 1997    | Mistrzostwa świata                       | Ateny                      | 6. QF   | bieg na 400 m      | 51,42   |
| 1998    | Mistrzostwa ibero-amerykańskie           | Lizbona                    | srebro  | bieg na 400 m      | 51,95   |
| 1998    | Mistrzostwa ibero-amerykańskie           | Lizbona                    | srebro  | sztafeta 4 × 400 m | 3:33,69 |
| 1998    | Igrzyska Ameryki Środkowej i Karaibów    | Maracaibo                  | brąz    | bieg na 400 m      | 51,52   |
| 1998    | Igrzyska Ameryki Środkowej i Karaibów    | Maracaibo                  | srebro  | sztafeta 4 × 100 m | 44,39   |
| 1998    | Puchar Świata                            | Johannesburg               | srebro  | sztafeta 4 × 400 m | 3:24,39 |
| 1999    | Mistrzostwa Ameryki Południowej          | Bogota                     | złoto   | bieg na 400 m      | 52,92   |
| 1999    | Mistrzostwa Ameryki Południowej          | Bogota                     | złoto   | sztafeta 4 × 100 m | 44,12   |
| 1999    | Mistrzostwa Ameryki Południowej          | Bogota                     | złoto   | sztafeta 4 × 400 m | 3:32,74 |
| 1999    | Igrzyska panamerykańskie                 | Winnipeg                   | 6.      | bieg na 400 m      | 53,06   |
| 2000    | Puchar Europy (I liga)                   | Oslo                       | srebro  | bieg na 400 m      | 52,93   |
| 2000    | Igrzyska olimpijskie                     | Sydney                     | 7. QF   | bieg na 400 m      | 52,63   |
| 2000    | Igrzyska olimpijskie                     | Sydney                     | 6. H    | sztafeta 4 × 400 m | 3:32,45 |
| 2001    | Puchar Europy (I liga)                   | Vaasa                      | srebro  | bieg na 400 m      | 53,26   |
| 2001    | Mistrzostwa świata                       | Edmonton                   | 7. H    | sztafeta 4 × 400 m | 3:33,78 |
| 2002    | Puchar Europy (I liga)                   | Sewilla                    | złoto   | bieg na 400 m      | 52,72   |
| 2002    | Puchar Europy (I liga)                   | Sewilla                    | srebro  | sztafeta 4 × 400 m | 3:31,84 |
| Źródło: |                                          |                            |         |                    |         |

W 1998 roku została mistrzynią Kolumbii w biegu na 400 m. W tejże konkurencji wywalczyła w 2000 roku złoty medal mistrzostw Hiszpanii.

## Rekordy życiowe
- bieg na 100 m – 11,83 (9 czerwca 1999, Rivas-Vaciamadrid)[a]
- bieg na 200 m – 23,78 (28 września 1998, Seul)
- bieg na 400 m – 51,17 (16 sierpnia 1993, Stuttgart)
- bieg na 800 m – 2:06,34 (23 czerwca 2000, Paryż)
- sztafeta 4 × 100 m – 44,12 (26 czerwca 1999, Bogota)
- sztafeta 4 × 400 m – 3:24,39 (11 września 1998, Johannesburg)

Halowe
- bieg na 200 m – 24,16 (9 marca 1991, Sewilla)
- bieg na 400 m – 53,74 (9 lutego 2000, Pireus)
- bieg na 800 m – 2:09,95 (4 marca 1993, Sewilla)

Źródło: 